# ギショウトウ
ギショウトウ（宜昌橙、Citrus cavaleriei）は、ミカン属の一種で、レモンのような香りの葉と花が特徴的である。
原産地は中華人民共和国の南西部から中西部で、湖北省の宜昌市に因んで名付けられたと考えれる。
特徴として並外れた耐寒性を持っており、カラタチを除けば最も寒さに強い柑橘類で、適度な霜にも湿った環境にも耐える。

## 概要
栽培されるのは比較的珍しい種であり、大きな低木または小高木で3～4.5mまで成長する。幅の広い葉柄がある葉が特徴で、ユズやカフィアライムの葉に似ている。
果実は小さく、果皮は香りがあるがゴツゴツしている。果形はミカンに似て楕円形ないし球形、または扁平な形をしており、黄色または橙色に熟す。果実には大きな単胚性の種子が多く含まれ、少量の苦味や酸味のある果汁がある。中には果汁が全くなく、果皮と種子の塊で満たされているものもある。
また、観賞植物として栽培されることもある。
他の多くの柑橘類の品種と交配されており、特に耐寒性のある雑種を産み出している。